# Keratoisis profunda
Keratoisis profunda is een zachte koraalsoort uit de familie Isididae. De koraalsoort komt uit het geslacht Keratoisis. Keratoisis profunda werd in 1885 voor het eerst wetenschappelijk beschreven door Wright. 